# Georges Pernot
Georges Pernot, född 6 november 1879, död 14 september 1962, var en fransk politiker.
Pernot sårades svårt under första världskriget, och var under dess senare del attacherad vid understatssekretariatet för militär rättsskipning. Han blev deputerad 1924 och kammarens vice president 1928. Pernot, som var ledare för en moderat fraktion inom högern, var minister för offentliga arbeten i André Tardieus regering.